# Emissió de neutrons
| 0 |    | 1H | 2He  | Li   | Be   | 5   | 6   |     |     |     |      |      |      |      |      |
| 1 | 1n | 2H | 3He  | 4Li  | 5Be  | B   | C   | 7   |     |     |      |      |      |      |      |
| 2 | 2n | 3H | 4He  | 5Li  | 6Be  | 7B  | 8C  | N   | 8   |     |      |      |      |      |      |
| 3 |    | 4H | 5He  | 6Li  | 7Be  | 8B  | 9C  | 10N | O   | 9   |      |      |      |      |      |
| 4 | 4n | 5H | 6He  | 7Li  | 8Be  | 9B  | 10C | 11N | 12O | F   | 10   |      |      |      |      |
| 5 |    | 6H | 7He  | 8Li  | 9Be  | 10B | 11C | 12N | 13O | 14F | Ne   | 11   |      |      |      |
| 6 |    | 7H | 8He  | 9Li  | 10Be | 11B | 12C | 13N | 14O | 15F | 16Ne | Na   | 12   |      |      |
|   |    | 7  | 9He  | 10Li | 11Be | 12B | 13C | 14N | 15O | 16F | 17Ne | 18Na | Mg   | 13   |      |
|   |    | 8  | 10He | 11Li | 12Be | 13B | 14C | 15N | 16O | 17F | 18Ne | 19Na | 20Mg | Al   | 14   |
|   |    |    | 9    | 12Li | 13Be | 14B | 15C | 16N | 17O | 18F | 19Ne | 20Na | 21Mg | 22Al | Si   |
|   |    |    |      | 10   | 14Be | 15B | 16C | 17N | 18O | 19F | 20Ne | 21Na | 22Mg | 23Al | 24Si |
|   |    |    |      |      | 11   | 16B | 17C | 18N | 19O | 20F | 21Ne | 22Na | 23Mg | 24Al | 25Si |
|   |    |    |      |      |      | 12  | 18C | 19N | 20O | 21F | 22Ne | 23Na | 24Mg | 25Al | 26Si |
|   |    |    |      |      |      |     | 13  | 20N | 21O | 22F | 23Ne | 24Na | 25Mg | 26Al | 27Si |
|   |    |    |      |      |      |     |     | 14  | 22O | 23F | 24Ne | 25Na | 26Mg | 27Al | 28Si |

L'emissió de neutrons és un tipus de desintegració radioactiva, durant la qual un neutró és simplement expulsat del nucli atòmic. Un exemple, el tenim en l'hidrogen 4, que perd un neutró i es transforma en hidrogen 3.
Per exemple; {\displaystyle \mathrm {~_{1}^{4}H} \rightarrow \mathrm {~_{1}^{3}H} +\mathrm {n} ^{0}}
Altres isòtops que emeten neutrons són l'heli 5 i el beril·li 13. Això no obstant, la desintegració de l'heli 5 és alhora, per definició, un cas de desintegració alfa.
Molts isòtops pesants, sobretot el californi 252, emeten neutrons entre els productes de diferents processos de desintegració radioactiva, fissió espontània.
Els neutrons s'absorbeixen i s'emeten en el procés de fissió nuclear, una reacció en cadena nuclear propagada per neutrons. Els neutrons retardats emesos pels productes de fissió de neutrons rics ajuden a controlar els reactors nuclears marcant el canvi de reactivitat molt més a poc a poc que si només fos per neutrons immediats (prompt neutrons).

## Efectes de l'emissió de neutrons
Els neutrons ràpids són una forma de radiació ionitzant. Solen ser el producte de la fissió. Només es troben en reactors nuclears de fissió. Per això no és gaire comú ser afectat per neutrons ràpids, ja que fins i tot en un accident la reacció de fissió s'atura. Però en el cas de ser afectat poden ser molt perillosos sobretot perquè poden transformar àtoms estables en isòtops radioactius. Resultant altament destructius pels teixits.